# Bushnell (Dakota del Sud)
Bushnell és una població dels Estats Units a l'estat de Dakota del Sud. Segons el cens del 2000 tenia 75 habitants.

## Demografia
Segons el cens del 2000, Bushnell tenia 75 habitants, 32 habitatges, i 20 famílies. La densitat de població era de 40,8 habitants per km².
Dels 32 habitatges en un 28,1% hi vivien nens de menys de 18 anys, en un 59,4% hi vivien parelles casades, en un 3,1% dones solteres, i en un 34,4% no eren unitats familiars. En el 34,4% dels habitatges hi vivien persones soles el 6,3% de les quals corresponia a persones de 65 anys o més que vivien soles. El nombre mitjà de persones vivint en cada habitatge era de 2,34 i el nombre mitjà de persones que vivien en cada família era de 2,95.
Per edats la població es repartia de la següent manera: un 25,3% tenia menys de 18 anys, un 6,7% entre 18 i 24, un 34,7% entre 25 i 44, un 25,3% de 45 a 60 i un 8% 65 anys o més.
L'edat mediana era de 35 anys. Per cada 100 dones de 18 o més anys hi havia 115,4 homes.
La renda mediana per habitatge era de 45.625 $ i la renda mediana per família de 50.833 $. Els homes tenien una renda mediana de 28.333 $ mentre que les dones 24.375 $. La renda per capita de la població era de 15.619 $. Cap de les famílies i el 8,7% de la població estaven per davall del llindar de pobresa.

## Poblacions més properes
El següent diagrama mostra les poblacions més properes.